# Октябрьский сельсовет (Ставропольский край)
Октя́брьский сельсове́т — упразднённое сельское поселение в составе Ипатовского района Ставропольского края Российской Федерации.
Административный центр — село Октябрьское.

## География
Находится в южной части Ипатовского района. Общая площадь территории муниципального образования — 201,6 км². Расстояние от административного центра муниципального образования до районного центра — 15 км.

## История
29 ноября 1957 года Книгинский сельсовет переименован в Октябрьский.
25 августа 1970 года исключён из учётных данных хутор Дубовский как фактически не существующий.
1 мая 2017 года муниципальные образования Ипатовского района объединены в Ипатовский городской округ.

## Население
| 1989  | 2002  | 2010  | 2011  | 2012  | 2013  | 2014  | 2015  | 2016  |
| ----- | ----- | ----- | ----- | ----- | ----- | ----- | ----- | ----- |
| 3438  | ↗3554 | ↗3596 | ↘3583 | ↘3561 | ↘3492 | ↗3523 | ↘3481 | ↘3451 |
| 2017  |       |       |       |       |       |       |       |       |
| ↗3455 |       |       |       |       |       |       |       |       |

### Национальный состав
По итогам переписи населения 2010 года на территории поселения проживали следующие национальности (национальности менее 1 %, см. в сноске к строке «Другие»):
| Национальность | Численность | Процент |
| -------------- | ----------- | ------- |
| Русские        | 3326        | 92,49   |
| Цыгане         | 113         | 3,14    |
| Другие         | 157         | 4,37    |
| Итого          | 3596        | 100,00  |

## Состав поселения
До упразднения Октябрьского сельсовета в состав его территории входили 2 населённых пункта:
| № | Населённый пункт | Тип населённого пункта       | Население |
| - | ---------------- | ---------------------------- | --------- |
| 1 | Вавилон          | хутор                        | →77       |
| 2 | Октябрьское      | село, административный центр | ↗3296     |

## Местное самоуправление
- Совет депутатов сельского поселения Октябрьский сельсовет (состоял из 7 депутатов, избираемых на муниципальных выборах по одномандатным избирательным округам сроком на 5 лет)

Главы администрации
- Ткаченко Евгений Александрович, глава сельского поселения[19]

## Инфраструктура
- Центр культуры и досуга
- Железнодорожная станция Эген

## Образование
- Детский сад № 19 «Солнышко»
- Средняя общеобразовательная школа № 3